# Uni Dorsa
Gli Uni Dorsa sono una struttura geologica della superficie di Venere.